# Почётный гражданин Еревана
Почётный граждани́н Ерева́на (арм. Երևանի պատվավոր քաղաքացի) — звание, которое присваивается гражданам Армении или иностранным гражданам, имеющим особые заслуги перед городом Ереваном. Звание присваивается ежегодно в рамках празднования дня города.
Традиция присвоения этого звания существует с 1983 года. Первым почётным гражданином Еревана стал всемирно известный астрофизик, президент Академии наук Армянской ССР, академик Виктор Амбарцумян.

## Требования к кандидатам
Звание «Почётный гражданин Еревана» может быть присвоено независимо от национальности, расы, пола, религии, политических или иных убеждений, имущественного или иного состояния. Звание присваивается за безупречную работу и (или) огромный вклад в экономическое и культурное развитие города и за развитие дружеских отношений между Ереваном и другими городами, за укрепление мира и дружбы между народами, за неоспоримый вклад в развитие культуры, искусства, литературы и науки.

## Процедура присуждения
Кандидаты на звание «Почётный гражданин Еревана» подаются в письменной форме зарегистрированными общественными объединениями, фондами, объединениями юридических лиц, культурными, образовательными и научными организациями, Армянской апостольской церковью, органами государственной власти, органами местного самоуправления города. Номинаторы обязаны обосновать свое предложение и предоставить соответствующие материалы. Рекомендованные кандидаты обсуждаются в городском совете и представляются на утверждение мэру Еревана.
Награждение происходит каждый год в октябре, в День города. Награждённый получает памятную медаль и грамоту почётного гражданина. Его имя регистрируется в мэрии в специальной книге (реестре) почётных граждан. Соответствующая запись производится и на мемориальном камне. Решение о присуждении звания «Почётный гражданин» освещается средствами массовой информации, а соответствующие материалы (решения мэра, которые освещают жизнь и работу почётных граждан и другие материалы) передаются на хранение в музей истории города Еревана. Почётные граждане по решению мэра Еревана могут получить определённые льготы.
Сведения о награждённых публиковались на официальном сайте города Еревана. Информация о награждениях 2016 и 2017 годов по неизвестным причинам на сайт внесена не была (хотя само награждение проводилось).

## Список награждённых

### 1983
- Виктор Амазаспович Амбарцумян — астрофизик, академик АН СССР, президент Академии наук Армянской ССР, дважды Герой Социалистического Труда.
- Сурен Мартиросович Петросян — бригадир аппаратчиков научно-производственного объединения «Наирит», Герой Социалистического Труда.
- Саркис Согомонович Мартиросян — генерал-лейтенант, Герой Советского Союза, ветеран Великой Отечественной войны.

### 1984
- Христофор Николаевич Пирумов — персональный пенсионер союзного значения, доктор медицинских наук, профессор.
- Гриша Саркисович Маркарян — бригадир строительного управления № 31 строительного треста «Ерпромстрой», Герой Социалистического Труда.
- Гоар Микаэловна Гаспарян — солистка Государственного академического театра оперы и балета имени А. Спендариана, Герой Социалистического Труда, народная артистка СССР, лауреат Государственных премий СССР и Армянской ССР.

### 1985
- Гайк Оганесович Мартиросян — генерал-майор, ветеран Великой Отечественной войны.
- Серо Николаевич Ханзадян — писатель, Герой Социалистического Труда, заслуженный деятель культуры Армянской ССР, лауреат Государственной премии Армянской ССР.
- Роланд Пайлакович Мовсисян — начальник производственного участка № 31 производственного объединения «Армелектромаш», Герой Социалистического Труда.

### 1986
- Сильва Барунаковна Капутикян — писательница, заслуженный деятель культуры Армянской ССР, лауреат Государственной премии СССР.
- Овик Абрамян — бригадир строительно-монтажного производственного объединения «Ереванстрой».
- Григор Сепухович Ханджян — художник, народный художник СССР, лауреат Государственной премии СССР, академик АХ СССР.
- Михаил Александрович Дудин — писатель, секретарь Правления Союза Писателей СССР, Герой Социалистического Труда, лауреат Государственной премии СССР.
- Арман Тагворович Кучукян — главный конструктор объединённой системы электронно-вычислительных машин Ереванского научно-исследовательского института математических машин, член-корреспондент АН Армянской ССР, доктор технических наук, профессор, лауреат Ленинской премии.

### 1987

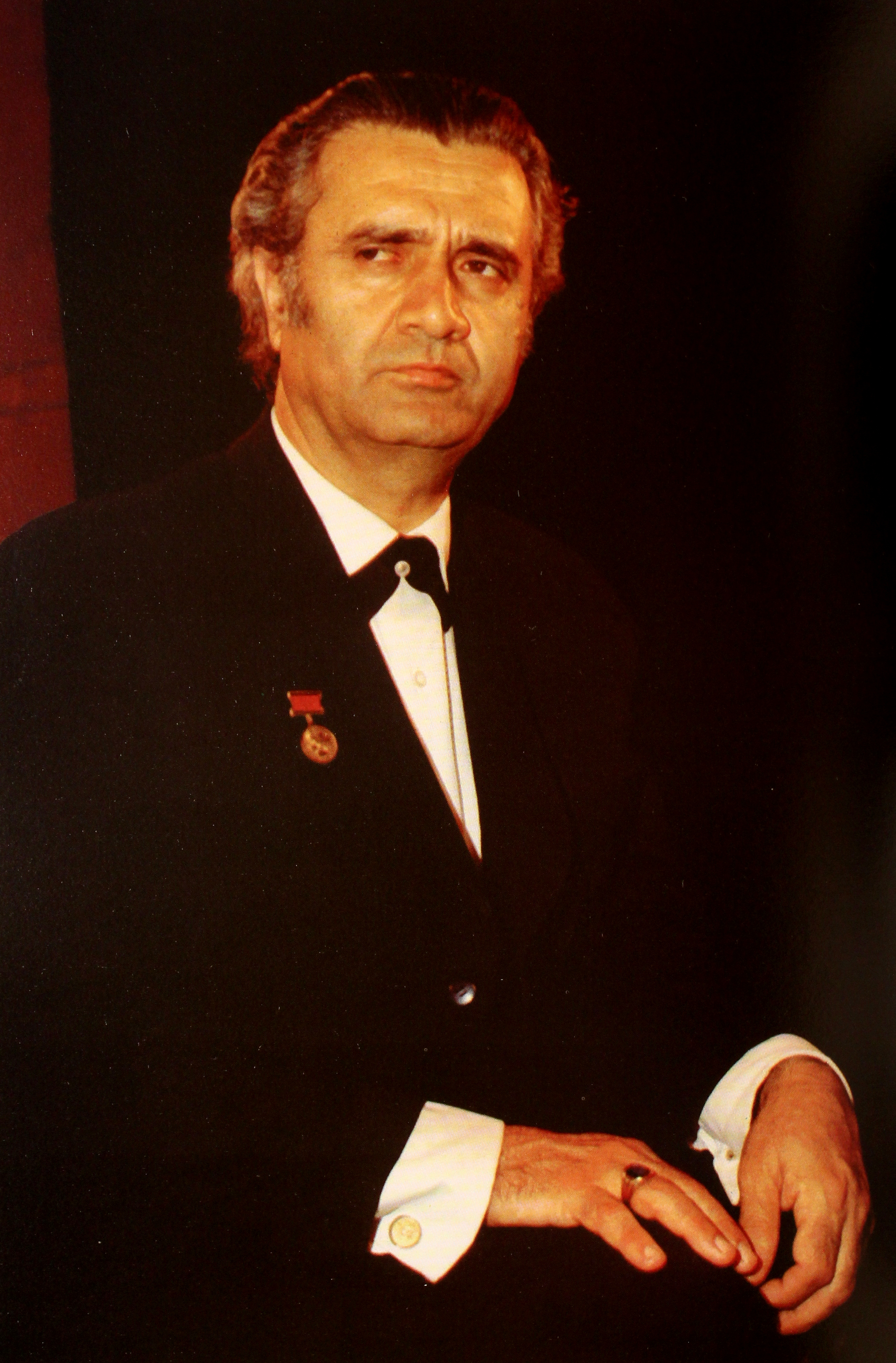
Александр Арутюнян

- Александр Григорьевич Арутюнян — композитор, народный артист СССР, лауреат Государственных премий СССР и Армянской ССР.
- Шаварш Владимирович Карапетян — руководитель Центра технического творчества молодежи, заслуженный мастер спорта СССР, рекордсмен подводного скоростного плавания, чемпион Европы.
- Мамбре Ервандович Гарагаш — экономист, заслуженный деятель науки Армянской ССР.
- Саманд Алиевич Сиабандов — Герой Советского Союза, ветеран Великой Отечественной войны и труда
- Элмир Татулович Арутюнян — рабочий производственного объединения «Электроприбор», лауреат Государственной премии СССР.

### 1990
- Лорис Айказович Чкнаворян — художественный руководитель и главный дирижёр Государственного симфонического оркестра Армении и симфонического оркестра молодёжи Ереванской городского совета.

### 1991
- Григорий Минасян — гражданин Германии, благотворитель.

### 1994
- Маркос Григорян — ирано-армянский художник.

### 1995
- Регина Татевосовна Казарян — художница, заслуженный художник Армянской ССР.
- Ваче Манукян — благотворитель, создатель фонда Ваче и Тамары Манукян.
- Саркис Акопян — американо-армянский благотворитель.

### 1996
- Шарль Азнавур — певец, французско-армянский благотворитель.

### 1997
- Андрей Георгиевич Битов — писатель, публицист.

### 1998

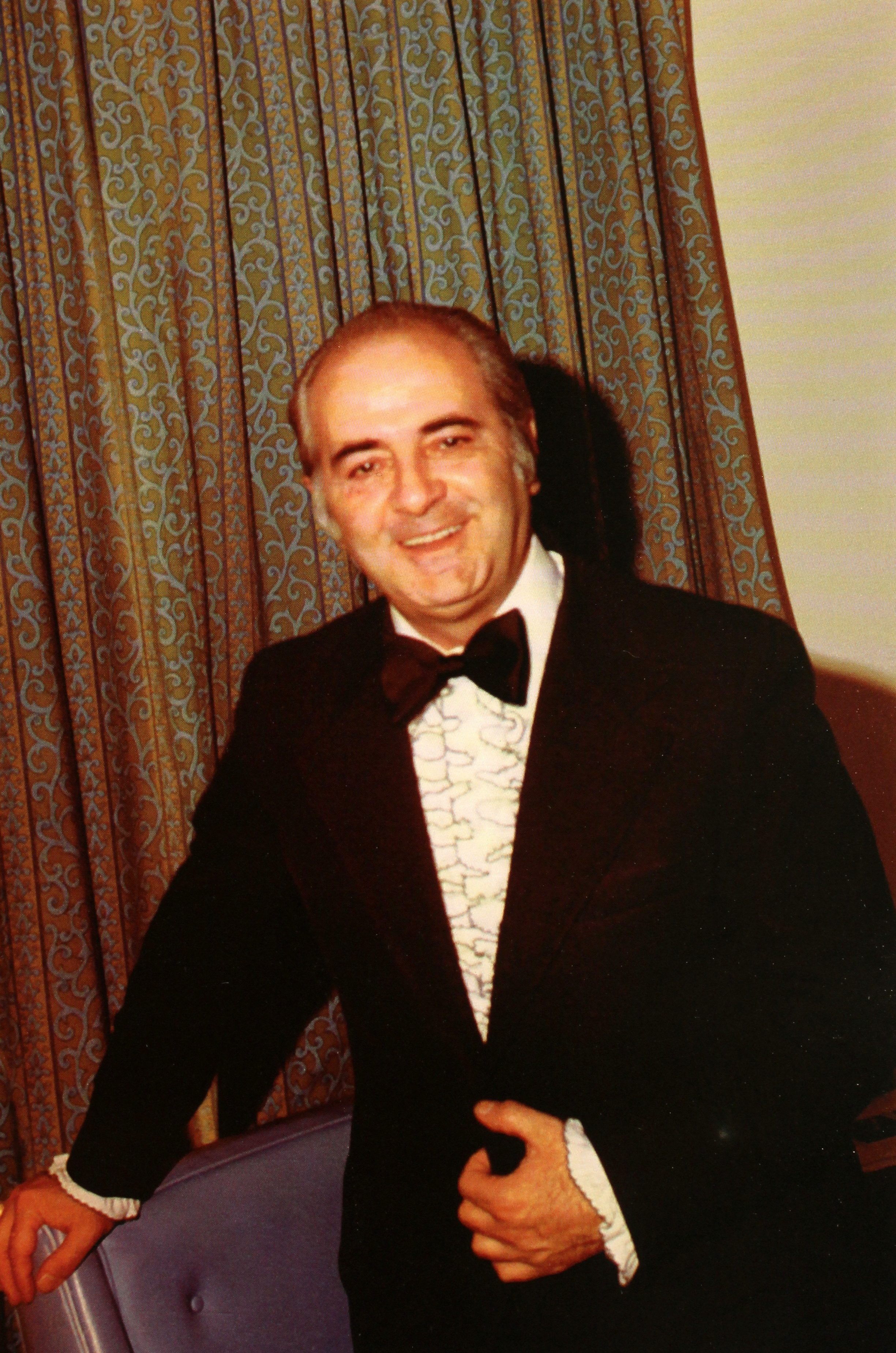
Эдгар Оганесян

- Карлос Менем — Президент Аргентины, поспособствовавший установлению побратимских отношений между Ереваном и Буэнос-Айресом.
- Эдгар Сергеевич Оганесян — композитор, народный артист СССР, лауреат Государственных премий СССР и Армянской ССР.
- Аркадий Иванович Тер-Тадевосян — генерал-майор, Герой Арцаха.
- Григорий Оганесович Асратян — бывший председатель исполнительного комитета Ереванского горсовета.

### 1999
- Эдуард Амвросиевич Шеварднадзе — Президент Грузии.
- Пётр Степанович Стоянов — Президент Болгарии.
- Павел Сергеевич Грачёв — бывший министр обороны Российской Федерации.

### 2000

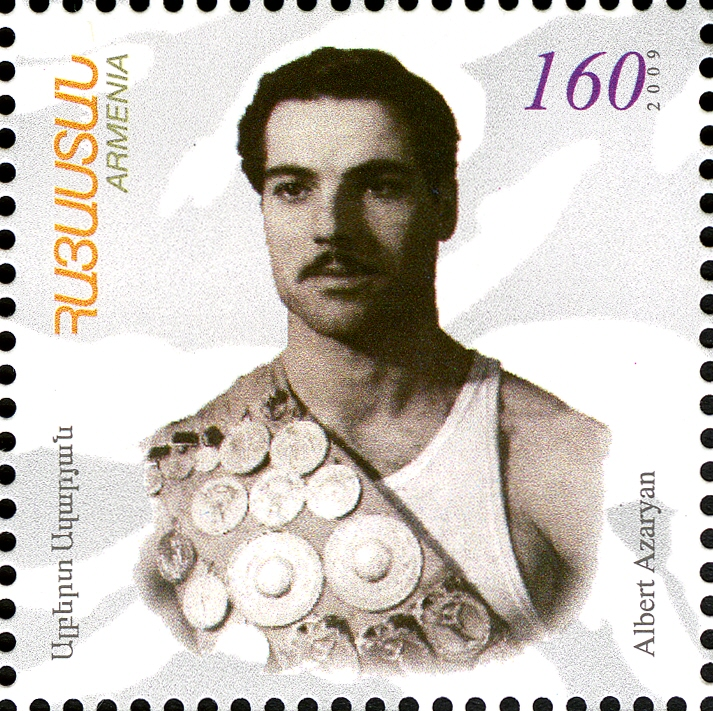
Альберт Азарян на почтовой марке

- Хорен Бабкенович Абрамян — народный артист СССР, лауреат Государственных премий СССР и Армянской ССР.
- Сос Арташесович Саркисян — народный артист СССР, лауреат Государственных премий СССР, Армянской ССР и Республики Армения.
- Альберт Вагаршакович Азарян — гимнаст, многократный чемпион Олимпийских игр, мира и Европы, заслуженный мастер спорта СССР, заслуженный тренер Армянской ССР, заслуженный деятель физической культуры и спорта Армянской ССР.
- Дживан Арамаисович Гаспарян — мастер игры на дудуке, народный артист Армянской ССР.
- Вилен Паруйрович Акопян — ректор Ереванского государственного медицинского университета имени Мхитара Гераци, академик НАН РА, доктор медицинских наук, профессор.
- Грайр Саакович Овакимян — кардиолог, хирург, почётный доктор НАН РА.
- Герхард Майер — немецкий благотворитель.

### 2001
- Эмиль Лахуд — Президент Ливана.

Эдуард Исабекян

- Эдвард Михайлович Мирзоян — композитор, народный артист СССР.
- Александр Григорьевич Лукашенко — Президент Белоруссии.
- Гурген Арутюнович Дарибалтаян — генерал-полковник, советник Президента Армении.
- Эдуард Амаякович Исабекян — художник, народный художник Армянской ССР, профессор.
- Грант Игнатьевич Матевосян — прозаик, лауреат Государственных премий СССР и Армянской ССР.
- Армен Борисович Джигарханян — народный артист СССР, лауреат Государственных премий Армянской ССР.
- Акоп Тигранович Акопян — художник, народный художник Армянской ССР, лауреат Государственных премий СССР и Армянской ССР.
- Алексан Матевосович Киракосян — партийный деятель, бывший заместитель председателя Совета Министров Армянской ССР.
- Владимир Мигранович Мовсесян — политический деятель, советник премьер-министра Армении.
- Аркадий Аршавирович Гукасян — Президент Нагорно-Карабахской Республики.
- Ованнес Арутюнович Чекиджян — хормейстер, народный артист СССР, лауреат Государственных премий СССР и Армянской ССР.
- Сен Суренович Аревшатян — философ, историк, академик НАН РА, доктор философских наук, профессор, директор Института древних рукописей имени св. Месропа Маштоца (Матенадаран).
- Жан-Клод Годен — мэр города Марселя.
- Александр Квасьневский — Президент Польши.

### 2002

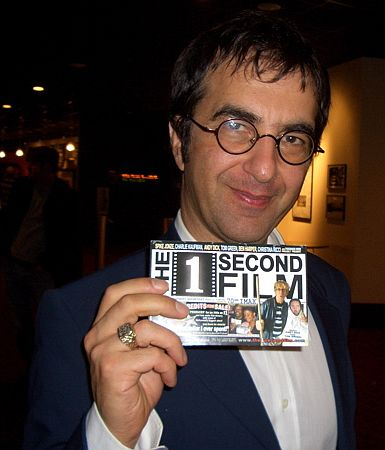
Атом Эгоян

- Мурад Оганесович Мурадян — бывший председатель исполнительного комитета Ереванского горсовета.
- Левон Карпович Шахбазян — строитель, заслуженный строитель Армянской ССР
- Фадей Тачатович Саркисян — учёный в области процессов управления, академик АН Армянской ССР, доктор технических наук, профессор, лауреат Государственных премий СССР и УССР, президент Национальной академии наук Республики Армения.
- Юрий Михайлович Лужков — мэр города Москвы.
- Вардуи Карапетовна Вардересян — актриса, народная артистка СССР, лауреат Государственной премии Армянской ССР.
- Атом Эгоян — кинорежиссёр.
- Леонид Данилович Кучма — Президент Украины.
- Борис Николаевич Ельцин — первый Президент Российской Федерации.

### 2003
- Джим Петросович Торосян — архитектор, народный архитектор СССР, лауреат Государственных премий СССР и Армянской ССР, академик АХ СССР.
- Грачуи Арутюновна Джинанян — диктор, актриса, народная артистка Армянской ССР, профессор Ереванского государственного института театра и кино.
- Левон Паруйрович Малхасян — джазовый пианист, президент клуба «Джаз-Арт».
- Николай Багратович Никогосян — художник, народный художник СССР, лауреат Государственной премии СССР.

### 2004
- Светлана Рубеновна Григорян — актриса, народная артистка Армянской ССР, актриса Государственного театра музыкальной комедии имени Акопа Пароняна.
- Сурен Оганесович Гянджумян — танцмейстер, заслуженный деятель искусств Армянской ССР.
- Генрих Суренович Игитян — искусствовед, заслуженный деятель искусств Армянской ССР.
- Вараздат Мартиросович Арутюнян — историк армянской архитектуры, академик НАН РА, доктор архитектуры, профессор, заслуженный деятель искусств Армянской ССР.

### 2005
- Зорий Айкович Балаян — писатель-публицист, лауреат Государственной премии Армянской ССР.
- Владимир Иосифович Ресин — первый заместитель мэра города Москвы.
- Азат Николаевич Гаспарян — актёр, заслуженный артист Республики Армения, лауреат Государственной премии Армянской ССР, актёр Национального академического театра имени Габриэла Сундукяна.
- Ерванд Христофорович Казанчян — режиссёр, народный артист Республики Армения, председатель Союза театральных деятелей Армении, художественный руководитель Государственного театра музыкальной комедии имени Акопа Пароняна, лауреат Государственной премии Республики Армения, профессор.
- Арутюн Левонович Кегеян — заслуженный мастер спорта СССР, заслуженный тренер Армянской ССР, директор стадиона «Раздан».
- Перч Арменакович Зейтунцян — писатель, заслуженный деятель искусств Армянской ССР, лауреат Государственной премии Армянской ССР.

### 2006
- Тигран Егиаевич Мансурян — композитор, народный артист Армянской ССР, лауреат Государственных премий Армянской ССР.
- Ашот Суренович Казарян — актёр, заслуженный артист Республики Армения.
- Арамаис Адамович Саакян — писатель, публицист, заслуженный журналист Республики Армения, лауреат премии «Золотое Перо», главный редактор журнала «Возни».
- Айрапет Месропович Галстян — член-корреспондент НАН РА, доктор медицинских наук, профессор, директор Национального центра онкологии имени В. А. Фанарджяна.

### 2007
- Мартин Цолакович Вардазарян — композитор, заслуженный деятель искусств Армянской ССР.
- Агаси Семёнович Айвазян — писатель-публицист, заслуженный деятель искусств Армянской ССР, лауреат Государственной премии Армянской ССР.

### 2008
- Константин Орбелян — композитор, народный артист СССР, многолетний руководитель Государственного эстрадного оркестра Армянской ССР
- Владимир Мсрян — актёр, народный артист Армянской ССР, лауреат Государственной премии Армянской ССР, актёр Ереванского драматического театра имени Грачья Капланяна.
- Оганес Арутюнович Заназанян — мастер спорта международного класса, чемпион Олимпийских игр, капитан команды «Арарат-73».

### 2009
- Вараздат Мкртчян — глава административного района Норк-Мараш.

### 2010

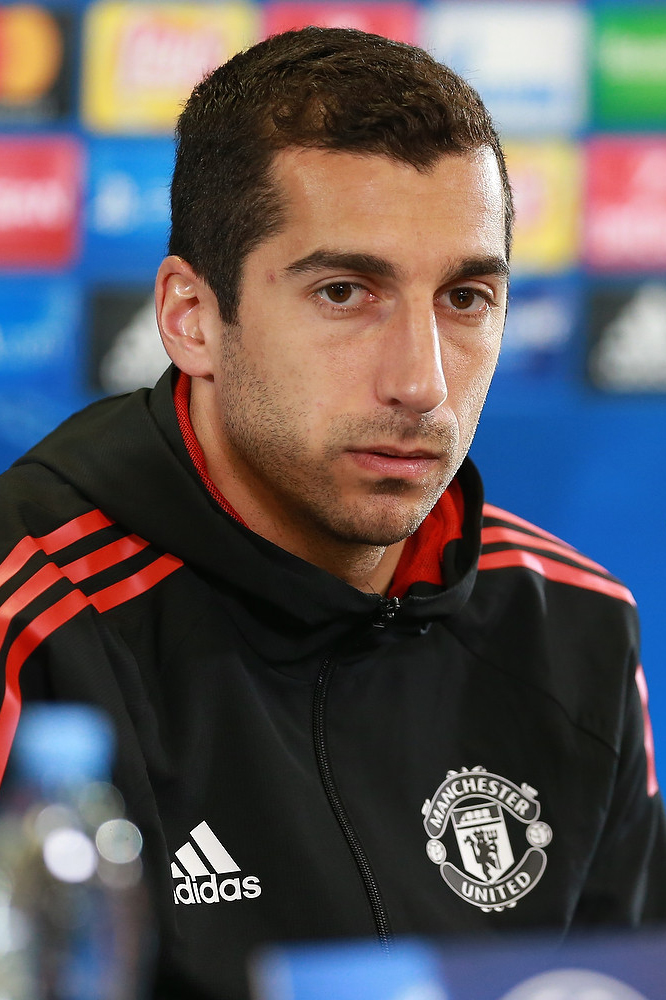
Генрих Мхитарян дает интервью в составе Манчестер Юнайтед

- Габриэл Чемберджян — почётный президент благотворительного фонда «Пюник», армянский бизнесмен сирийского происхождения, благотворитель.
- Самвел Петросян — работник Ереванского метрополитена, машинист электропоезда.

### 2011
Звание не присваивалось[уточнить].

### 2012
- Сергей Александрович Амбарцумян — механик, академик АН Армянской ССР, доктор технических наук, профессор, заслуженный деятель науки Армянской ССР.
- Александр Самсонович Григорян — режиссёр, народный артист Армянской ССР, художественный руководитель Ереванского русского драматического театра имени К. С. Станиславского.
- Рафаэль Артёмович Ваганян — международный гроссмейстер, заслуженный мастер спорта СССР.
- Генрих Гамлетович Мхитарян — футболист команды «Интер» и сборной Армении.

### 2013
- Левон Суренович Игитян — архитектор, заслуженный деятель культуры Республики Армения.
- Альберт Мушегович Мкртчян — режиссёр, народный артист Республики Армения, директор Ереванского артистического театра имени Мгера Мкртчяна, сценарист, кинорежиссёр.
- Грачья Геворгович Ашугян — режиссёр, народный артист Республики Армения.

### 2014
- Левон Григорьевич Аронян — международный гроссмейстер.
- Эдуард Зограбович Тадевосян — скрипач, художественный руководитель Квартета имени Комитаса, народный артист Армянской ССР, лауреат Государственной премии Армянской ССР, профессор.
- Меружан Саркисович Тер-Гуланян — писатель, публицист.
- Карина Суреновна Даниелян — эколог, председатель организации «Ассоциация во имя стабильного человеческого развития», профессор.

### 2015

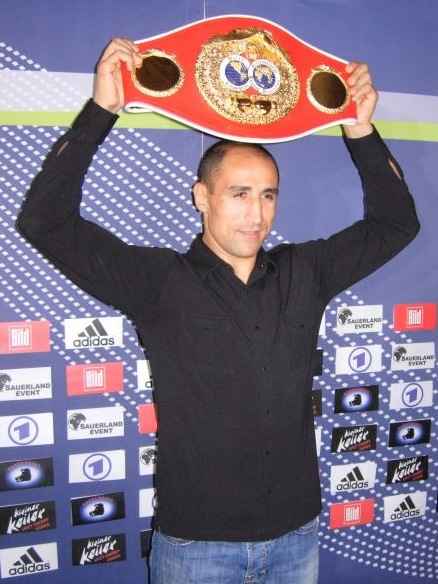
Артур Абрахам

- Раиса Грантовна Мкртчян — певица, народная артистка Республики Армения
- Рубен Мацакович Матевосян — певец, народный артист Армянской ССР
- Ерванд Давыдович Ерзнкян — композитор, народный артист Республики Армения, художественный руководитель Эстрадно-симфонического оркестра Гостелерадио Армении.
- Артур Абрахам — профессиональный боксёр, многократный чемпион мира.

### 2016
- Артур Геворкович Алексанян — борец греко-римского стиля, дважды чемпион мира, трижды чемпион Европы, олимпийский чемпион и трижды бронзовый призёр.
- Мигран Эдикович Арутюнян — чемпион России и Армении, обладатель серебряной медали Европейских игр, мастер спорта международного класса.
- Рафаэль Артёмович Котанджян — актёр, народный артист Республики Армения.
- Сара Манташевна Есаян — врач-ревматолог, заслуженный врач Республики Армения.

### 2017

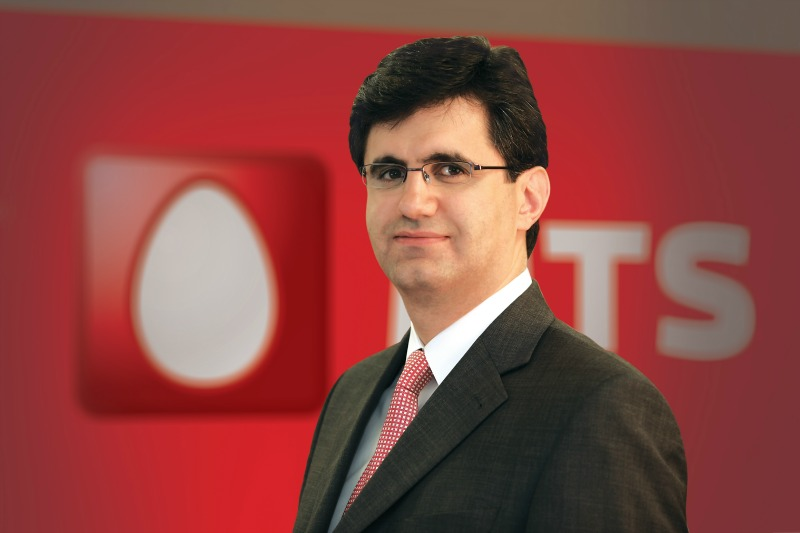
Ральф Йирикян

- Артавазд Ашотович Пелешян — режиссёр, народный артист Республики Армения, лауреат Государственной премии Армянской ССР.
- Нара Суреновна Шлепчян — диктор, член совета Общественной телерадиокомпании Армении, народная артистка Армянской ССР.
- Размик Никогосович Давоян — общественный деятель, поэт, лауреат Государственный премий Армянской ССР и Республики Армения.
- Ральф Сезарович Йирикян — генеральный директор компании VivaCell MTS, меценат.

### 2018
Звание будет присвоено в октябре.

### 2019
- Михаил Борисович Пиотровский — советский и российский историк-востоковед, арабист, исламовед, организатор музейного дела, доктор исторических наук, профессор.[5]
- Ерванд Христофорович Манарян — армянский актёр, сценарист и режиссёр, Народный артист Республики Армения.[6]

### 2020
- Владилен Александрович Бальян — армянский композитор, дирижёр хора, общественный деятель, писатель, заслуженный деятель искусств Армянской ССР, Народный артист Республики Армения.[7]

### 2021
- Агван Ашотович Чатинян — армянский альпинист, неоднократный чемпион Кавказа по скалолазанию.[8]